# Масандрівський палац
Масандрівський палац — палац російського імператора Олександра III, пам'ятка архітектури XIX століття в смт Масандра на Південному березі Криму. Нині палац-музей — філія Алупкинського палацово-паркового музею-заповідника.

## Історія
Першим власником Масандри після приєднання Криму до Росії став житель Поділля, французький принц, іспанський гранд і російський контрадмірал Карл Нассау-Зіген (1745–1808). Він був одружений з польською магнаткою Кароліною Годзькою, здобув чотири перемоги над турецьким флотом. За успішний штурм Очакова цариця Катерина II подарувала йому Масандру. У 1794 році принц покинув Російську імперію. Масандра повернулася в царську казну.
Будівництво палацу розпочалось 1881 року на кошти князя Семена Воронцова. Проєктував палац у стилі часів Людовика XIII французький архітектор Етьєн Бушар. Після смерті князя в 1882 році роботи призупинилися.

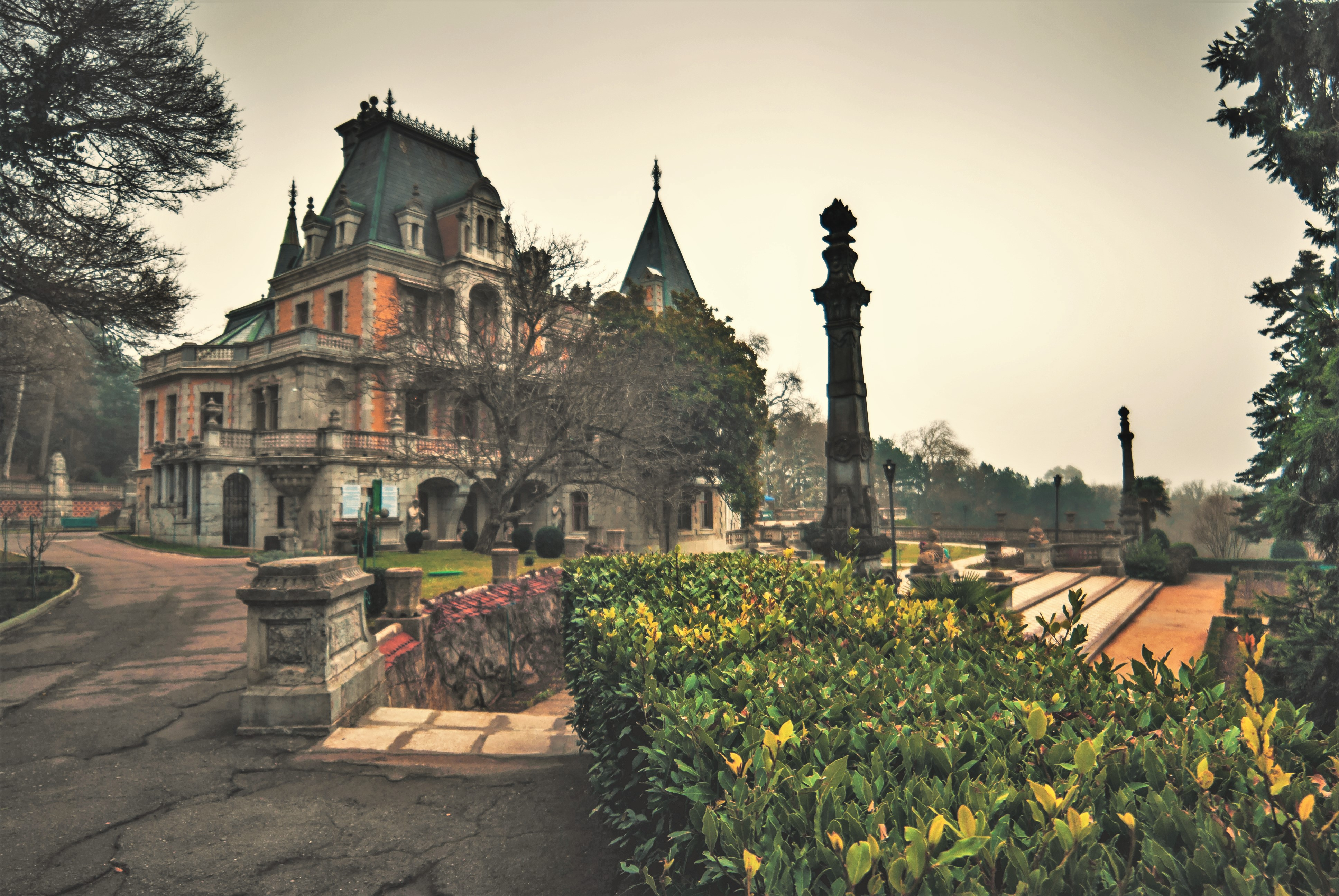
Масандрівський палац

1889 року масандрівський маєток разом із недобудованою спорудою придбав імператор Олександр III, який доручив академіку Максиміліану Месмахеру закінчити будівництво та оформити інтер'єр палацу. У 1892–1902 роках спорудження палацового ансамблю продовжилося з внесенням багатьох змін в декор фасаду, виражений в стилі модерну, інтер'єр і планування парка. Будівництвом керував архітектор Оскар Вегенер. Робота була завершена вже по смерті імператора.
Палац призначався для відпочинку, тому в ньому не було апартаментів для зустрічей і парадних зал. Сім'я нового імператора Миколи II проводила літо в Лівадійському палаці. До Масандри члени імператорської сім'ї приїжджали для прогулянок парком, а в палаці зупинялись для нетривалого денного відпочинку.
Після Жовтневого перевороту в Росії, у 1929–1941 роках, палац використовувався як санаторій «Пролетарське здоров'я» для важкохворих на туберкульоз.

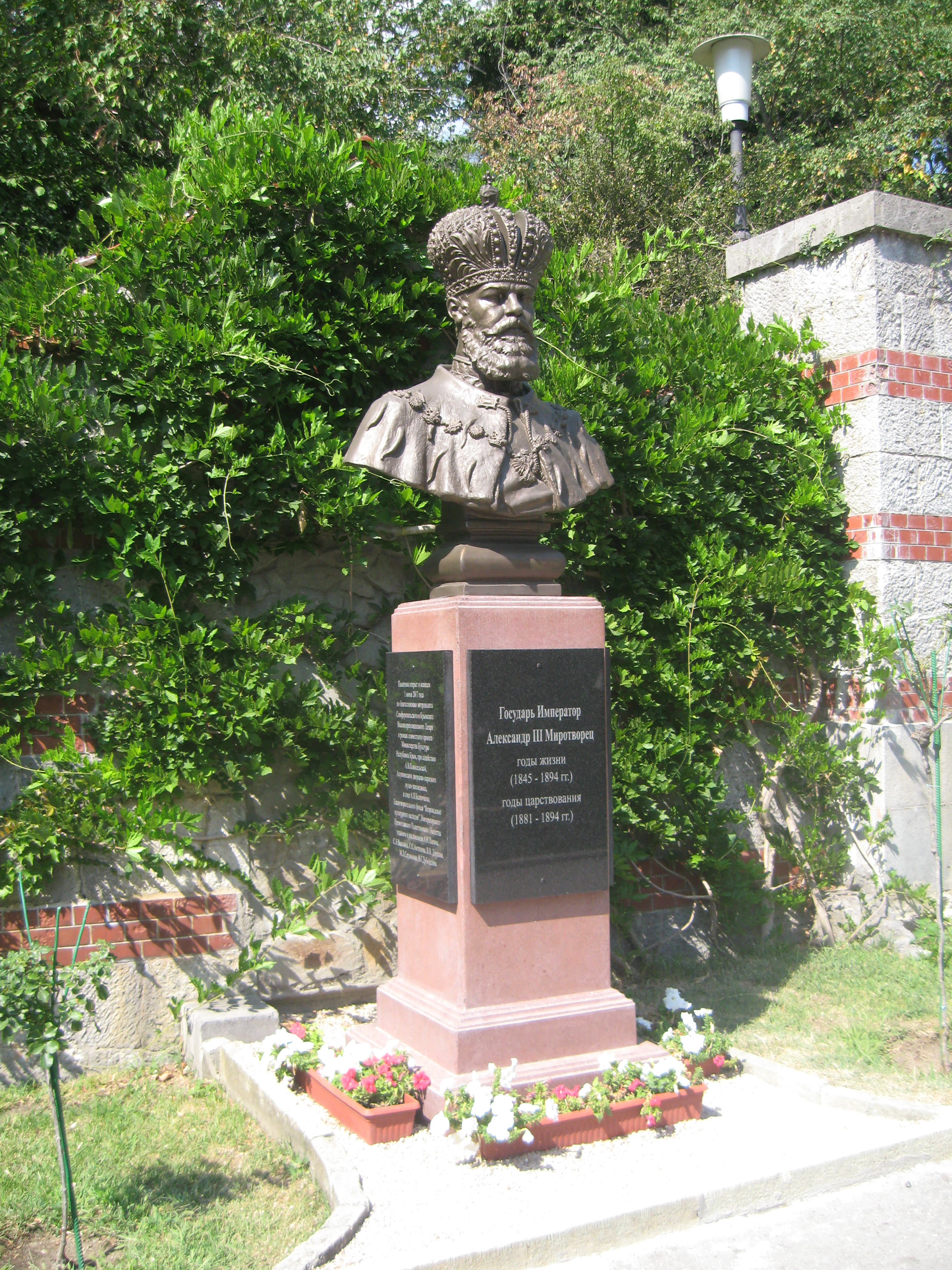
Пам'ятник Олександрові III

У післявоєнні роки палац заселив Інститут виноградарства і виноробства «Магарач», але вже 1948 року тут розмістилася державна дача, відома як «Сталінська». Тут відпочивали Сталін, Хрущов, Брежнєв.
1992 року в палаці відкрилася музейна експозиція, присвячена епосі Олександра III: тут представлено палацові інтер'єри другої половини XIX століття, предмети побуту і витвори мистецтва.
3 вересня 1993 року тут проходили переговори української та російської делегацій про розділ Чорноморського флоту (див. Масандрівські угоди).

## Інтернет-ресурси
- Розташування на мапі
- Масандрівський палац - Історико-просвітній проект Портал - Ірина Пустиннікова.